# Leptostylopsis longicornis
Leptostylopsis longicornis es una especie de escarabajo longicornio del género Leptostylopsis, tribu Acanthocinini, familia Cerambycidae. Fue descrita científicamente por Fisher en 1926.

## Distribución
Se distribuye por Puerto Rico.

## Descripción
La especie mide 6-11,5 milímetros de longitud. El período de vuelo ocurre en el mes de julio.